# Vagif Javadov
Vagif Javadov (en azéri : Vaqif Fizuli oğlu Cavadov) est un footballeur international azerbaïdjanais né le 25 mai 1989 à Bakou. Il est le fils du footballeur Füzuli Javadov.

## Biographie

### En club
Vagif Javadov évolue en Russie, en Azerbaïdjan, aux Pays-Bas, et en Turquie.
Il réalise sa meilleure performance lors de la saison 2013-2014, où il inscrit 14 buts dans le championnat d'Azerbaïdjan.
Il participe à la phase de groupe de la Ligue Europa en 2015 avec le club du Gabala FK. Il joue à cette occasion un match contre le PAOK Salonique.

### En équipe nationale
Vagif Javadov reçoit un total de 57 sélections en équipe nationale entre 2006 et 2014, pour neuf buts inscrits.
Le 15 août 2006, il joue son premier match en équipe d'Azerbaïdjan, lors d'une rencontre amicale face à l'Ukraine. Son équipe s'incline sur le lourd score de 6-0.
Le 11 mars 2007, il inscrit son premier but en équipe nationale, lors d'un match amical contre le Kirghizistan, permettant à son équipe de l'emporter 1-0. Le 11 février 2009, il marque son deuxième but, lors d'une rencontre amicale contre le Koweït, permettant à son équipe de faire match nul (1-1).
Le 10 octobre 2009, il inscrit son troisième but en équipe nationale, contre le Liechtenstein (victoire 0-2). Quatre jours plus tard, il récidive en marquant de nouveau contre la Russie, permettant à son équipe d'obtenir le match nul (1-1). Ces deux rencontres rentrent dans le cadre des éliminatoires du mondial 2010. Il marque ensuite son cinquième but le 18 novembre 2009, en amical contre la Tchéquie (victoire 2-0).
Le 7 septembre 2010, il marque son sixième but, contre l'Allemagne, permettant à son équipe de sauveur l'honneur (défaite 6-1). Le 6 septembre 2011, il marque de nouveau, contre le Kazakhstan (victoire 3-2). Ces deux rencontres rentrent dans le cadre des éliminatoires de l'Euro 2020.
Le 6 février 2013, il est l'auteur de son huitième but, en amical contre le Liechtenstein, permettant à l'Azerbaïdjan de l'emporter 1-0. Enfin, le 15 octobre 2013, il inscrit son neuvième et dernier but, contre la Russie, permettant à son équipe d'arracher le match nul.

## Palmarès
- Vainqueur de la Coupe d'Azerbaïdjan en 2009
- Élu footballeur azerbaïdjanais de l'année en 2010